# Jalunga
Jalunga é uma aldeia na ilha de São Nicolau de Cabo Verde. 